# Östervångsparken
Östervångsparken i Trelleborg byggdes under 1930-talet och invigdes 1938. Det är stadens största park och omges av den Norra Kyrkogården, Vångavallen och Söderslättshallen. En cirkulär gräsyta bildar centrum av parken, från vilken tre armar utgår. Det finns en lekplats som renoverades i början på 2000-talet.

## Galleri

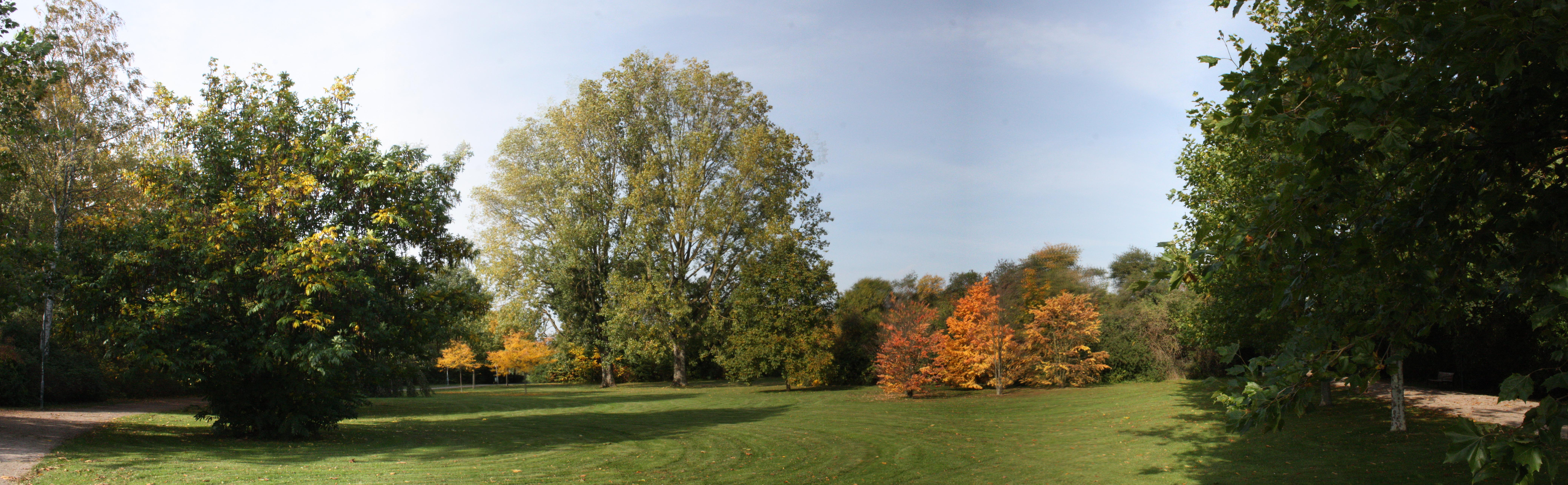
Höst i parken
Lekplats
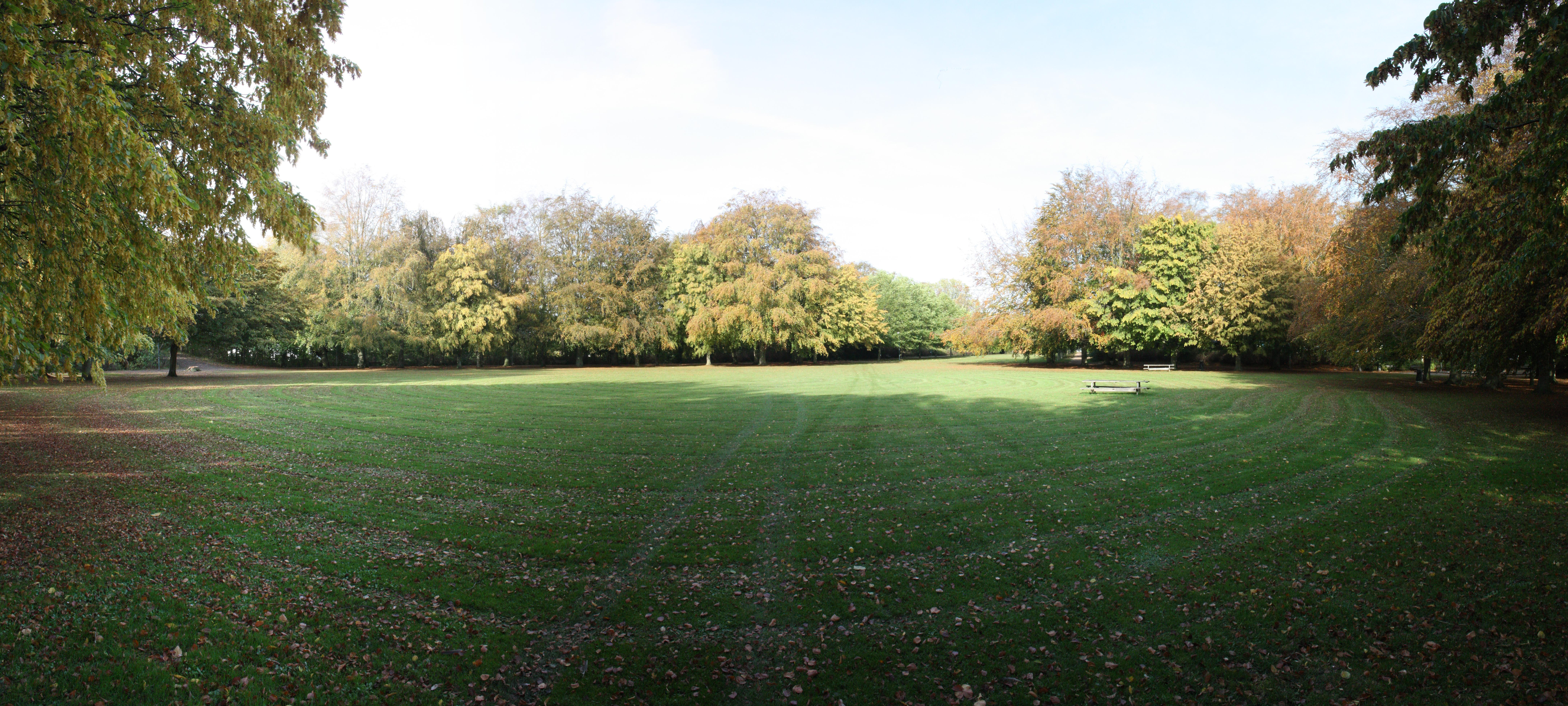
Cirkulär gräsyta
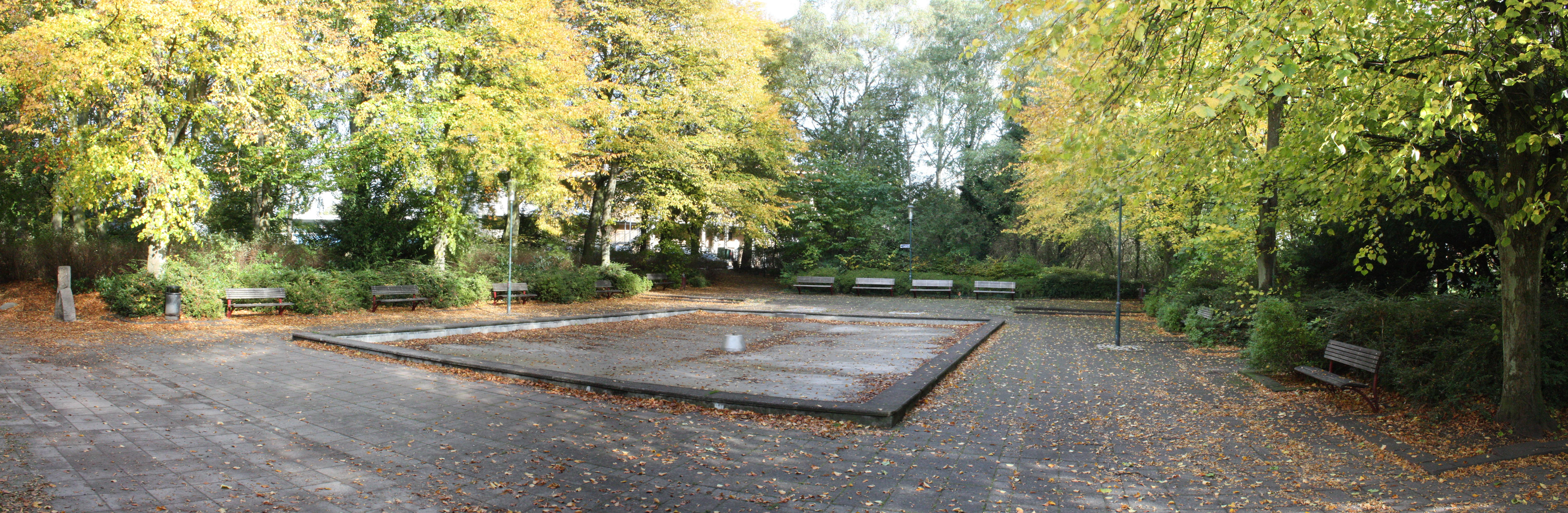
Torrlagd damm
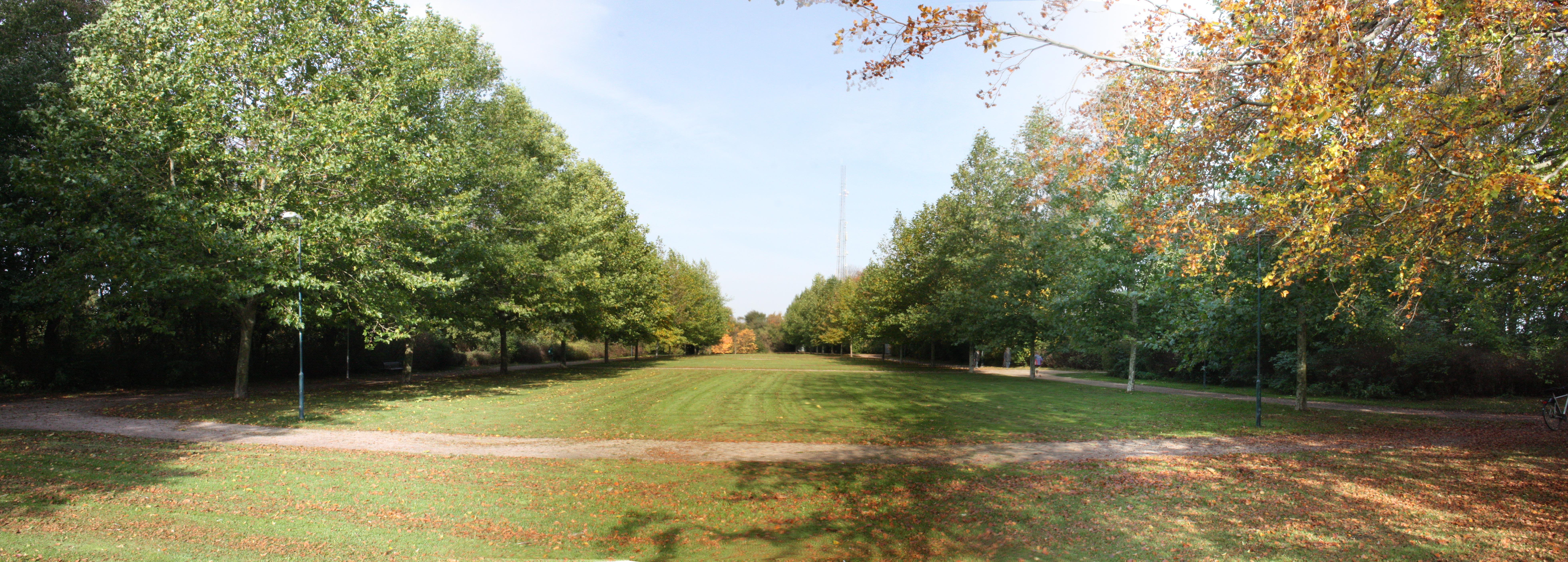
Den norra armen